# Ernst von Hedemann
Ernst Friedrich von Hedemann (* 10. Oktober 1800 in Hannover; † 14. Februar 1864 in Celle) war ein hannoverscher Generalmajor und Hofmarschall, bis er 1862 wegen Untreue und Unterschlagung abgesetzt und verurteilt wurde.

## Leben
Ernst von Hedemann entstammte dem hannoverschen Zweig des Adelsgeschlechts von Hedemann und war der jüngste Sohn des Generalmajors Hartwig Johann Christoph von Hedemann und seiner ersten Frau Helene Friederike Luise Ludmilla, geb. von Mutio (* 12. Mai 1765 in Stade; † 21. Januar 1804 in Hannover). In zweiter Ehe heiratete sein Vater 1804 in Celle Sophie Wilhelmine von Ahlefeldt (* 12. Februar 1769 in Ratzeburg; † 13. März 1846 in Hannover), Tochter des Generals Siegfried Ernst von Ahlefeldt. 
1816 trat er als Kornett in das hannoversche Leib-Kürassier-Regiment ein und wurde 1817 Sekondeleutnant. Erst 1831 erfolgte seine Beförderung zum Premierleutnant und 1832 zum Rittmeister. 1834 wurde er der hannoverschen Garde du Corps aggregiert. 1838 kam er als Flügeladjutant des Kronprinzen an den Hof in Hannover. Seit 1848 Major, wurde er 1852 zum Schlosshauptmann ernannt. Im Oberhofmarschallamt unter Oberhofmarschall Ernst von Malortie übernahm er die Position des Reisemarschalls für den Hof von König Georg V. Weitere Beförderungen erfolgten 1853 zum Oberstleutnant, 1857 zum Oberst und 1860 zum Generalmajor.
1862 ließ er sich aus gesundheitlichen Gründen beurlauben. Kurz darauf wurden erhebliche Veruntreuungen Hedemanns zum Schaden der königlichen Hand- und Schatullkasse aufgedeckt. Der Betrag, den er durch Unterschlagung, Betrug und Fälschung an sich gebracht hatte, wurde auf etwa 135.000 Taler geschätzt.  Sie dienten der Deckung seiner immensen Spielschulden. Er flüchtete zunächst unter Bruch seines Ehrenworts, die Residenz nicht zu verlassen, nach Norden, wurde aber in Blankenese aufgegriffen. Ein Selbsttötungsversuch, bei dem er sich in die Elbe stürzte, misslang. Er wurde nach Hannover zurückgebracht, unehrenhaft aus dem Hofdienst entlassen, kriegsrechtlich zu 25 Jahren Zuchthaus verurteilt und im März 1863 in die Strafanstalt Celle gebracht, wo er Anfang 1864 starb.
Er war seit 1838 verheiratet mit Caroline, geb. Eichhorn (* 28. Dezember 1817 in Göttingen; † 25. März 1903 in Hameln), der Tochter des Rechtswissenschaftlers und Preußischen Staatsrats Karl Friedrich Eichhorn. Das Paar hatte zwei Töchter und drei Söhne. Der Sohn Ernst Adolph Otto von Hedemann (* 1846) fiel als hannoverscher Leutnant 1866 in der Schlacht bei Langensalza; der Sohn Georg Ernst August (* 1852) wurde als preußischer Leutnant 1870 in der Schlacht bei Mars-la-Tour schwer verwundet und starb kurz darauf am 6. September 1870.

## Auszeichnungen
Sämtliche Orden wurden ihm 1863 als Konsequenz seiner Verurteilung aberkannt.
- Guelphen-Orden, Commandeur 2. Klasse (1854)[5]; 1. Klasse (1861)[6]
- Wilhelms-Kreuz
- Herzoglich Sachsen-Ernestinischer Hausorden, Großkreuz
- Hausorden vom Weißen Falken, Kommandeur mit Stern
- Orden vom Zähringer Löwen, Kommandeur I. Klasse
- Oldenburgischer Haus- und Verdienstorden des Herzogs Peter Friedrich Ludwig, Ehren-Großkomtur
- Russischer Orden der Heiligen Anna, 2. Klasse
- Roter Adlerorden, 2. Klasse
- Orden der Württembergischen Krone, Komtur
- Orden Heinrichs des Löwen, Kommandeur
- Österreichisch-kaiserlicher Leopold-Orden, Ritter